# 訴追派貴族
訴追派貴族（英語: Lords Appellant）は、1388年の非情議会においてイングランド王リチャード2世の側近を大逆罪で訴追したイングランド貴族たちを指す。
「訴追派貴族」の他、「告発貴族」という訳も見られる。

## 歴史

### メンバー
グロスター公トマス・オブ・ウッドストック王子、第11代アランデル伯リチャード・フィッツアラン、第12代ウォリック伯トマス・ド・ビーチャムの3人の高位大貴族が反国王で連携するようになったのが始まりで、後にグロスター公の甥でランカスター公ジョン・オブ・ゴーント王子の息子であるダービー伯ヘンリー・ボリングブルック（後のヘンリー4世）、第12代モウブレー男爵トマス・モウブレーも加わって計5名になった。
グロスター公とアランデル伯はリチャード2世との確執から参加し、一方のウォリック伯とボリングブルックとモウブレー男爵は国王個人より国王側近の第9代オックスフォード伯兼アイルランド公ロバート・ド・ヴィアーを危険視していたのが参加の主な動機だった。5人は国王側近のオックスフォード伯や初代サフォーク伯マイケル・ド・ラ・ポールを大逆罪の容疑で議会の裁判所にかけるべしと訴えていたので「訴追派貴族」と呼ばれるようになった。

### 国王側近の訴追
訴追派貴族は1387年秋にもオックスフォード伯とサフォーク伯を批判する訴状を議会に提出した。さらに同年末にオックスフォード伯率いる王軍をラドコット・ブリッジにおいて訴追派貴族の軍が襲撃してオックスフォード伯を破ったことで（ラドコット・ブリッジの戦い）、訴追派貴族が宮廷と議会を掌握するに至った。
訴追派貴族たちはこの反乱を正当化するために国王に強要して1388年2月2日に議会を召集させた（非情議会）。自分たちの反乱の原因を国王側近の専横に求め、寝所騎士23人のうち12人を解任し、うちサイモン・バーリーやジョン・ビーチャムら4人を処刑した。王座裁判所首席裁判官のロバート・トレジリアンや前ロンドン市長ニコラス・ブレンバーも処刑した。オックスフォード伯とサフォーク伯にも死刑判決が出たが、この2人はすでにイングランドから逃げ出していた。

### 訴追派貴族のその後
リチャード2世はこの件で訴追派貴族を恨み、復讐の機会を伺うようになった。そして1397年7月にグロスター公、アランデル伯、ウォリック伯の3名をクーデター的に逮捕し、同年9月の議会で裁判にかけた。グロスター公は議会に連行される前にカレーで暗殺されたが、アランデル伯とウォリック伯の2人は裁判にかけられ、「1386年から1388年の行動」を大逆罪と断じられ、アランデル伯は処刑、ウォリック伯は終身刑となった。
この裁判では訴追派貴族のうちヘレフォード公（ダービー伯）ヘンリー・ボリングブルックとノーフォーク公（モウブレー男爵）トマス・モウブレーの2人が処分を免れていた。国王は議会を通じて「50人を除く」大赦令を出したが、この大赦されない50人が誰なのか明言しなかった。当時の貴族や高官のほとんどは権力者だった訴追派貴族と何らかの形で関係を持っていたから瞬く間に処罰への恐怖が広がった。ボリングブルックとノーフォーク公も処罰に恐怖してラドコット・ブリッジでの反乱行動について、互いに自分に都合のいい話をして相手のせいと非難し合い、ついには決闘することになった。しかしリチャード2世は決闘を禁止し、2人とも国外追放処分とした。ボリングブルックは10年（後に6年に減刑）、ノーフォーク公は永久追放だった。
1399年2月3日にランカスター公ジョン・オブ・ゴーントが死去した時、国外追放中の息子のボリングブルックはイングランドに呼び戻されて父の遺領を継げると期待していた。しかしリチャード2世は彼に永久追放命令を出すとともにランカスター公家の遺領を没収すると宣言した。激怒したボリングブルックは7月にもイングランドに上陸してクーデターを起こし、8月にはリチャード2世を王位から追い払ってヘンリー4世として即位し、ランカスター朝を開いた。